# ژول کلارتی
ژول کلارتی (به فرانسوی: Jules Claretie) مورخ، رمان‌نویس و نمایش‌نامه نویس قرن نوزدهم میلادی اهل فرانسه بود.